# Francisco Bajén
Francisco Bajén, né le 15 mai 1912 à San Clémente (Espagne) et mort le 29 août 2014, à Albi (Tarn, France), est un peintre d’art contemporain.

## Biographie

### Début en Espagne
Né le 15 mai 1912 à San Clemente, situé dans l'actuelle région de la Castille-et-León, il est le fils unique d'Antonio Bajén et d'Aurelia Rubio.
Alors que Francisco est encore enfant, sa famille quitte la province de León pour s'installer en Catalogne. Dès son enfance, Bajén réalise des dessins et remplit des cahiers de bandes dessinées qu'il prend plaisir à créer. Il se lance dans des études d’économie et de français, malgré le souhait de ses parents de le voir intégrer l’école des beaux-arts. Ayant un bon niveau de français, ce dernier entre au service d’une banque barcelonaise comme interprète.
Il se marie à Barcelone en 1937 avec Libertad Grandja Vega, devenue plus tard Martine Vega, née au Pays basque espagnol en 1915.

### Début en France
À la fin de la guerre civile, Francisco Bajén, officier de l’armée républicaine, prend la décision, avec sa femme, de s’exiler vers la France. Ils sont restés très discrets sur cet épisode de leur vie. C’est à Dourgne (Tarn), qu’ils arrivent le 30 janvier 1939. Parlant français, le couple n’a pas de mal à s’intégrer. Alors qu’il ne peint pas encore, Bajén exécute des dessins humoristiques légendés en français. Il étonne par une connaissance précise de la littérature, du cinéma, de la musique et des artistes peintres français.
Dès la déclaration de guerre, Francisco est requis aux aciéries du Saut du Tarn au service de l’industrie de guerre, entreprise de sidérurgie à Saint-Juéry (Tarn).
Par la suite, il entre dans une usine de textile, La Viscose, usine installée à Albi (Tarn), dans laquelle il reste jusqu’à sa retraite.
En 1958, il vient habiter à Albi au 4 rue Puech Bérenguier. Son atelier est situé au 4e étage permettant ainsi d’avoir une vue sur la cathédrale Sainte-Cécile et sur le cloître de Saint-Salvy. Sa femme, Libertad, meurt le 12 octobre 1974.
En 2001, à la suite d’une chute dans les escaliers, il part s’installer avec sa compagne Yvonne Keller, rue de la Crouzille.

## Début artistique
Dès 1944, il intègre un groupe d’amis érudits composé de Jean Roques, professeur de lettres au lycée d’Albi, René Rouquier, instituteur et Jean Nectoux, professeur de lettres. À eux se joignent Talabot et Champeaux, ingénieurs au Saut du Tarn ; Leguevaque, avocat ; l’Abbé Nouvel, curé-adjoint de Saint-Juéry ; et Marcel Vedel peintre autodidacte, essentiellement influencé par le fauvisme de Vlaminck. Ils se réunissent une fois par semaine pour parler de littérature et d’art. Comme beaucoup d’artistes, Bajén gravite dans un cercle d’érudition qui va l’encourager dans sa voie artistique et nourrir ses créations.
Le point de départ de sa vocation d'artiste est dû à un service qu'il a rendu à une de ses amies, en 1944. Pour une œuvre caritative, elle réalise des poupées de chiffons et sollicite Bajén pour peindre leurs visages. Muni d'une boîte d'aquarelle et de quelques pinceaux, il s'exécute. C'est à partir de cet événement que Bajén se met à réaliser ses premières peintures, dont deux aquarelles datées de 1944. S'ensuivent des essais à la gouache jusqu'à ce que l'artiste se procure un nécessaire de peinture à l'huile, médium avec lequel il décide finalement de s'exprimer, particulièrement séduit par les effets de matière qu'il permet.
D’après ses propos, Bajén dit s'être préparé à peindre non de manière technique, mais bien de manière esthétique. Il cherche dans la peinture, non pas un passe-temps agréable, mais un moyen de culture. Pour Francisco, la peinture est devenue une vertu.
Il n'a cependant jamais suivi d'enseignement artistique et c'est en autodidacte qu'il apprend à peindre. Avant de passer à la pratique, Francisco Bajén n'a côtoyé la peinture que par l'intermédiaire d’œuvres des grands maîtres lors de ses visites dans les musées. Visiteur assidu des grands musées d'Europe, il avoue volontiers son admiration pour Piero della Francesca, Rembrandt, Georges de La Tour, Matisse, Picasso, Vlaminck, Braque, Gromaire, mais aussi pour la sculpture égyptienne ou romane. Il aurait déclaré : 

« Je crois pouvoir me définir comme un « homme de culture » en ce sens que j'ai effectivement été attiré, très jeune et de façon mystérieuse, par les grandes disciplines artistiques : littérature, poésie, musique, arts plastiques, cinéma. J'ai lu Shakespeare alors que j'étais adolescent et l'attirance que j'avais pour les grands classiques n'a jamais été déçue. Je n'étais point contraint par mes parents et je passais alors beaucoup de temps au contact des œuvres sans souci d'en tirer parti. C'était une sorte de jeu que je pratiquais en dilettante et dans lequel je puisais une nourriture culturelle et spirituelle . »

— « À cœur ouvert... Francisco Bajèn », propos recueillis par G. Carles, Le Tarn libre, 2 mai 2003, p. 35.
Sa vue diminuant, il arrête de peindre en 2006 et ne peut terminer La Femme à la crémaillère restée à l’état d’esquisse au fusain.
Il décède le 29 août 2014 à Albi à l’âge de 102 ans. Ses obsèques se déroulent à la cathédrale Sainte-Cécile d'Albi.

### Son art
Dès 1944, il peint des aquarelles qu'il offre à ses amis. Par ailleurs, il s’essaye à la marqueterie avec l’œuvre Nativité et Triptyque des saisons (collections privées) et à la peinture sur bois (marouflage) avec Moisson appartenant également à une collection privée.
En 1946, il exécute des gouaches et des huiles sur toile, essentiellement des paysages. Il est influencé par plusieurs mouvements artistiques du début du XXe siècle : l’impressionnisme, le fauvisme et le cubisme. Au musée Bajén-Vega à Monestiés (Tarn, France), on retrouve une de ses œuvres de 1947, Portrait de Vega¸ représentant sa femme en suivant les codes du fauvisme, et qui laisse transparaître une possible influence d'une toile d’Henri Matisse (La raie verte, 1905, Statens Museum for Kunst, Copenhague). Il s’inspire également du mouvement cubiste comme avec ses œuvres Joueurs de carte 2 (1956, musée Bajén-Vega à Monestiés, Tarn, France) et Crucifixion (1956, musée Bajén-Vega à Monestiés, Tarn, France).

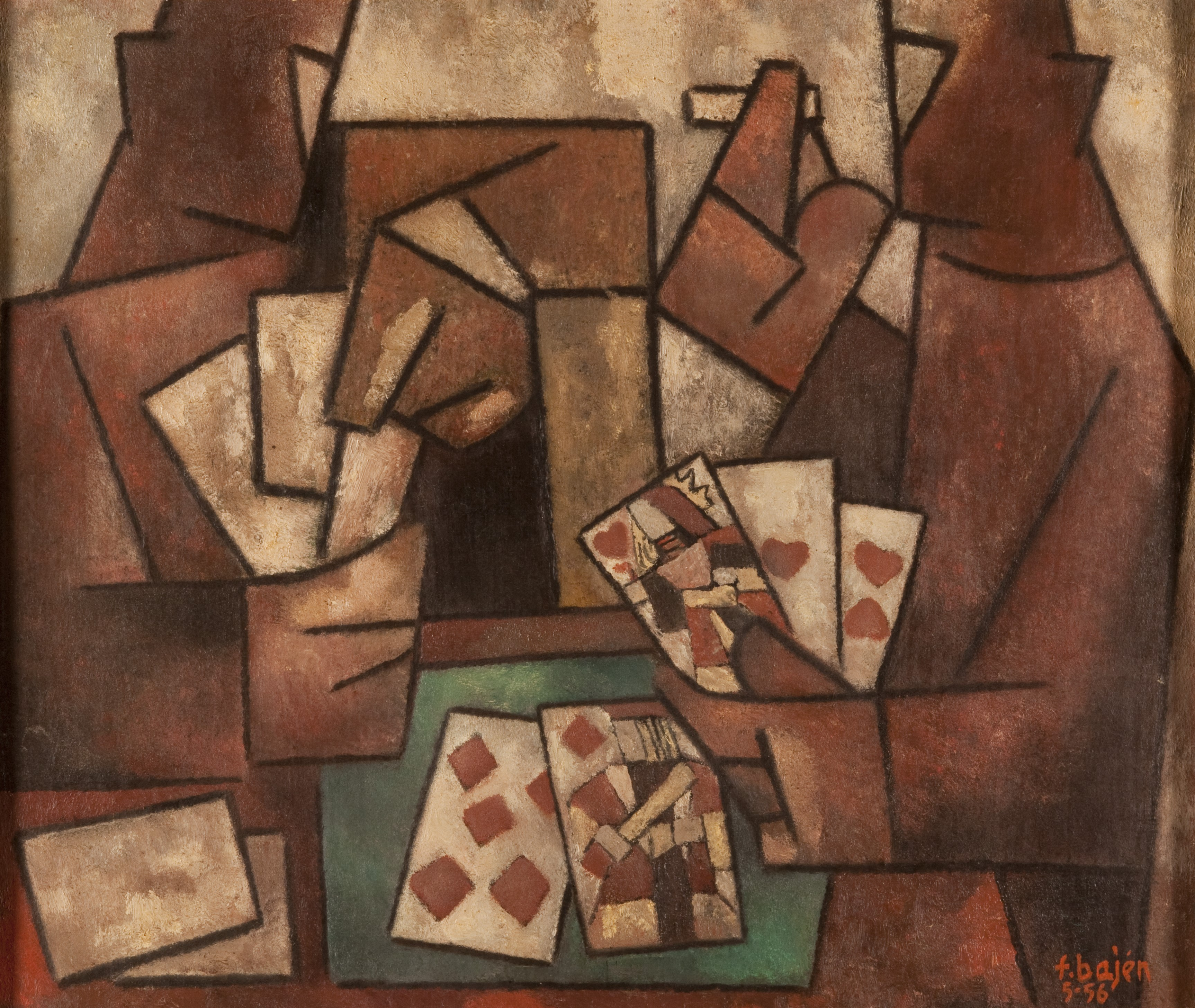
Francisco Bajén, Joueurs de cartes 2, 1956, musée Bajén-Vega, Monestiés, Tarn, France ©Mairie de Monestiés

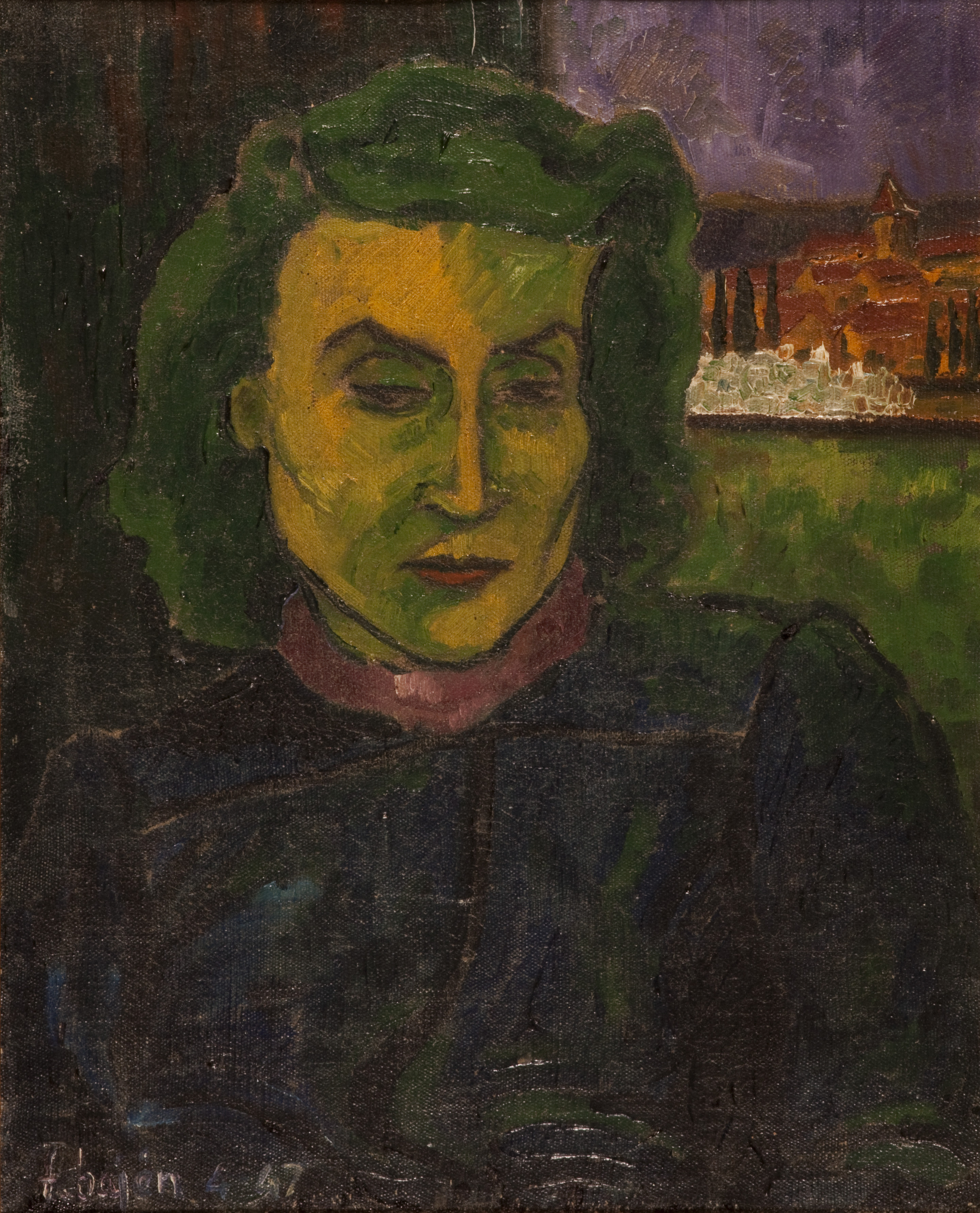
Francisco Bajén, Portrait de Martine Vega, 1947, musée Bajén-Vega, Monestiés, Tarn, France, ©Mairie de Monestiés

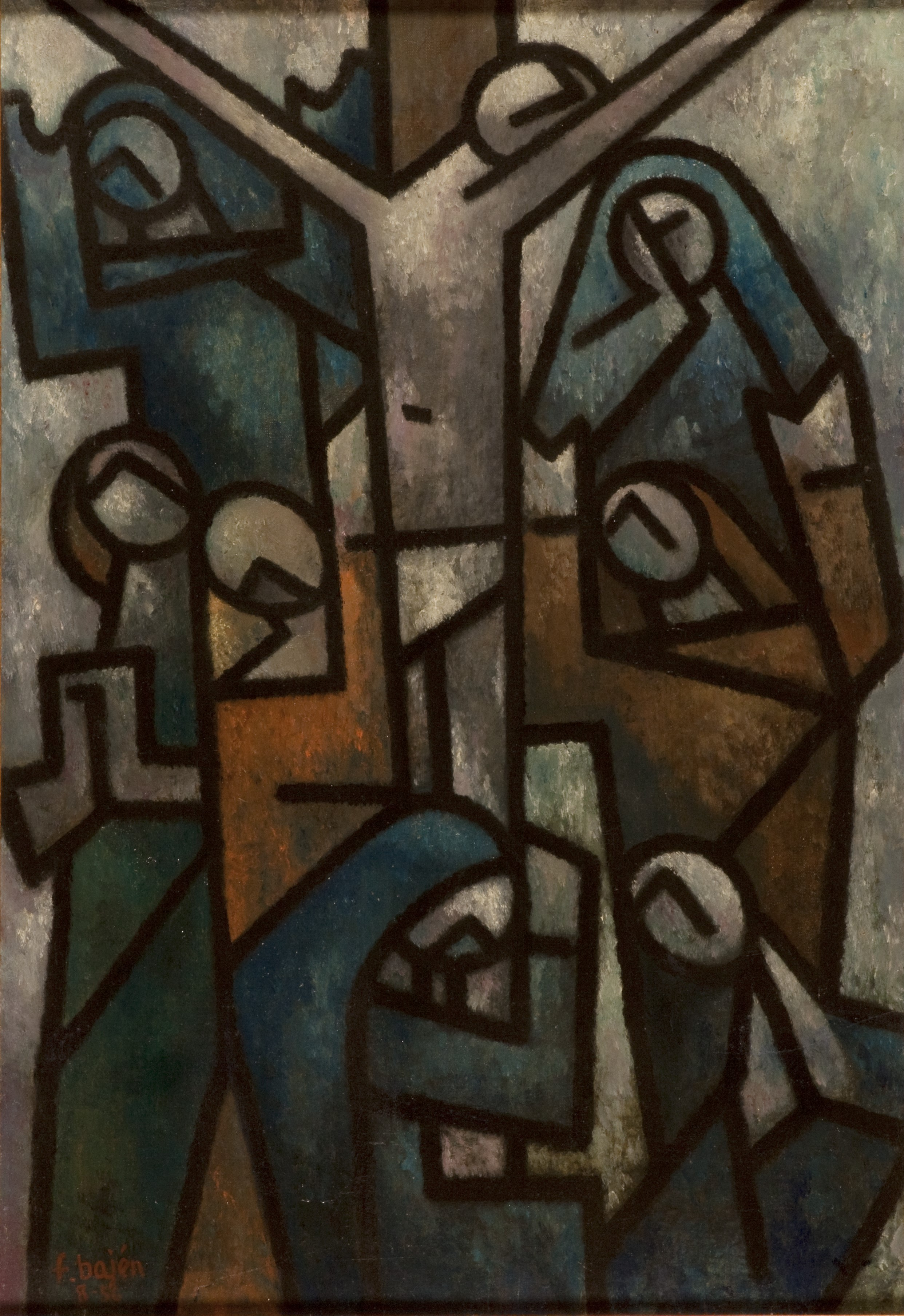
Francisco Bajén, Crucifixion, 1956, musée Bajén-Vega, Monestiés, Tarn, France ©Mairie de Monestiés

Courant 1960, un changement stylistique assez marqué se produit. Il abandonne le côté fauve et cubiste pour se concentrer sur une palette chromatique allant dans les rouges, les ocres, les jaunes avec parfois du blanc et du bleu. Ses figures sont marquées d’un fin cerne noir. Il conservera ce style jusqu’à sa mort.

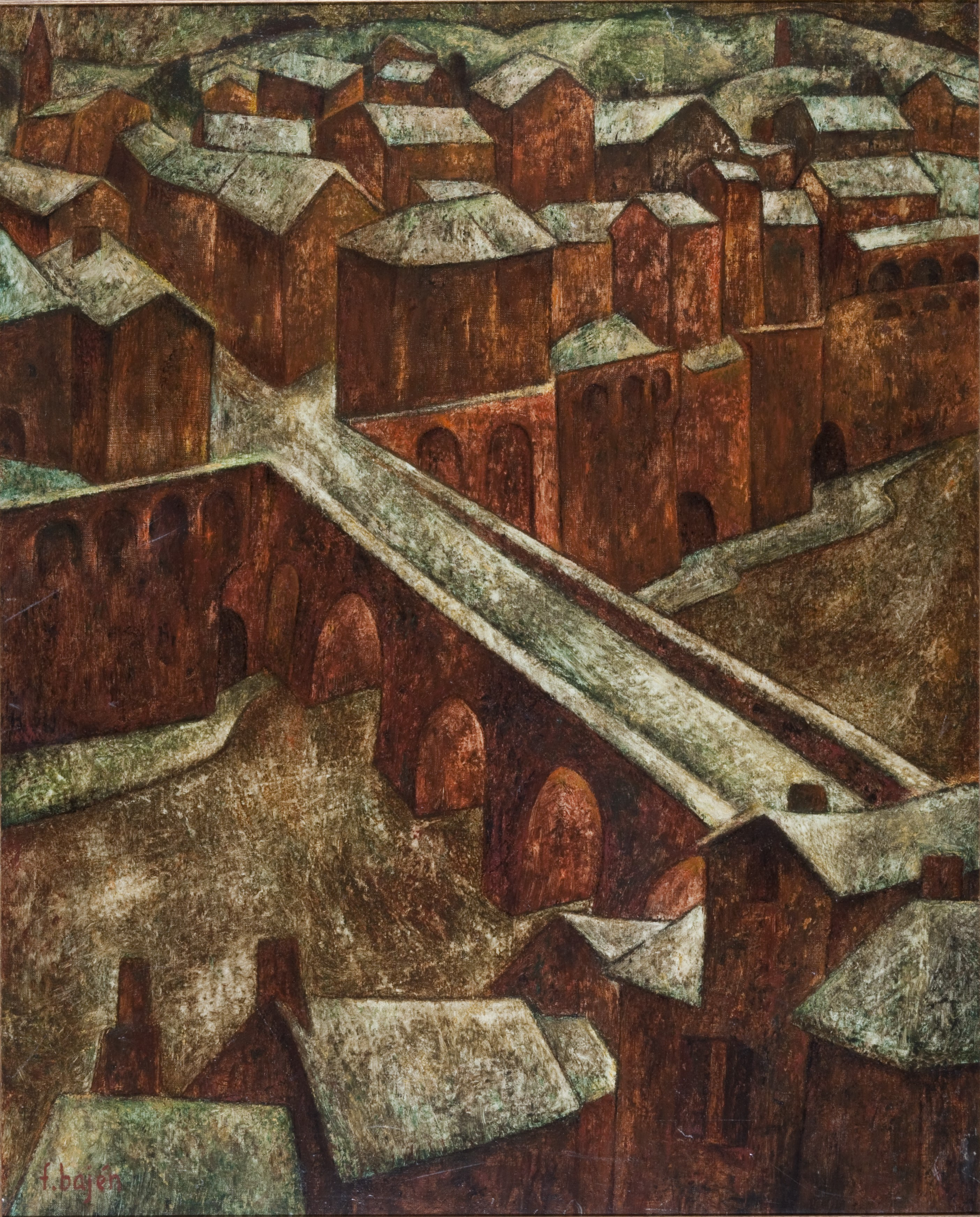
Le Pont Vieux sous la neige, 1977, musée Bajén-Vega.

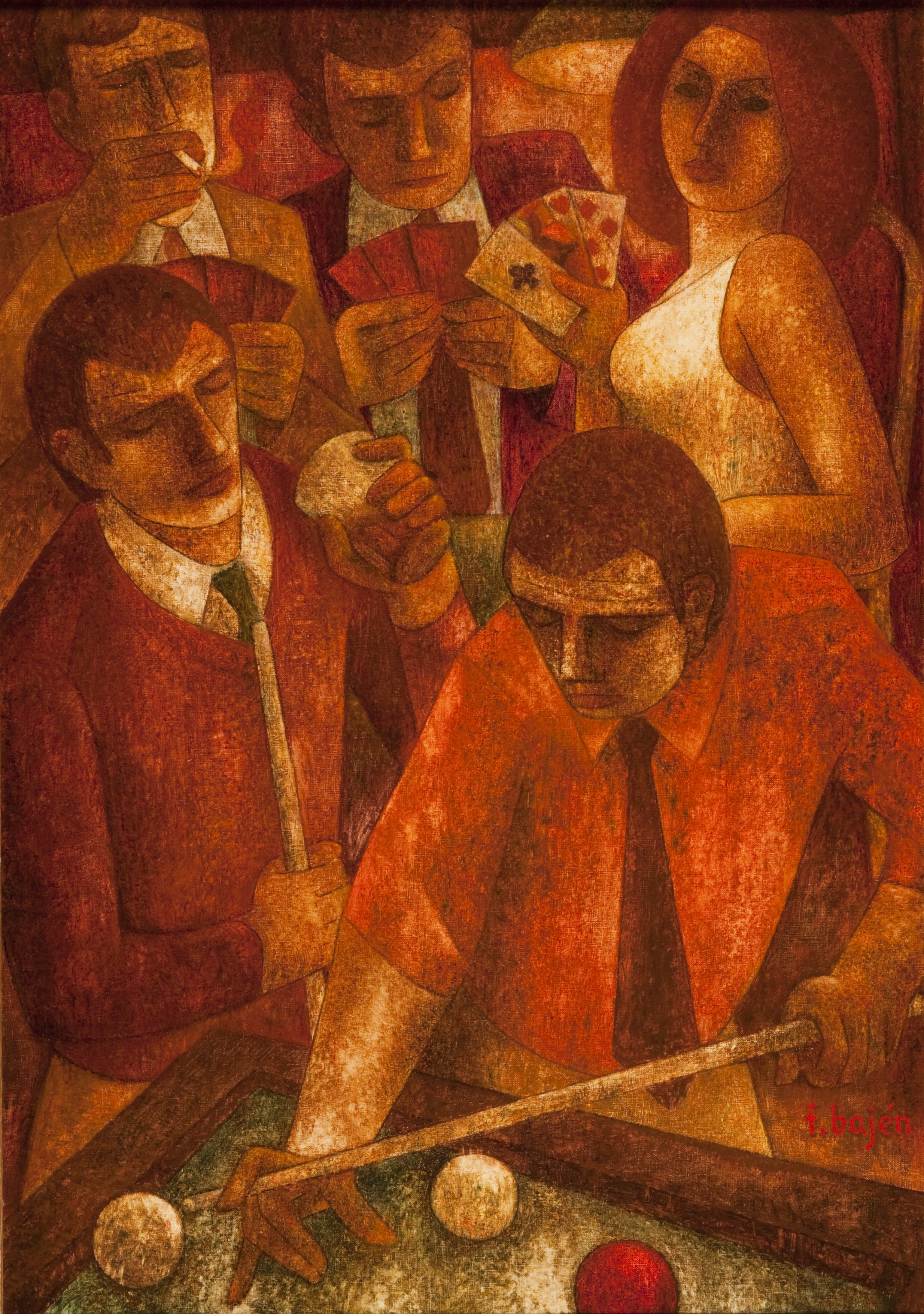
Cartes et Billards, 1984, musée Bajén-Vega.

Il s’exerce à la linogravure et propose des surfaces et des volumes à la fois stylisés et très composés. Francisco Bajén pratique beaucoup le dessin préparatoire, ce qui lui permet d’architecturer ses thèmes avec une grande solidité. Peignant seul, il ne montre jamais une toile en suspens, sauf exceptionnellement, en voie d'achèvement, à des êtres proches.
Il propose aussi des perspectives citadines aux allures médiévales comme avec Albi, Le pont vieux sous la neige (1977, musée Bajén-Vega à Monestiés, Tarn, France) ; parfois des sujets religieux (Religieuse au cloître, 1976, musée Bajén-Vega à Monestiés, Tarn, France ; Diptyque Saint-Martin, 1996, musée Bajén-Vega à Monestiés, Tarn, France) et des sujets profanes. Francisco Bajén est aussi peintre du quotidien. Il évoque le divertissement, les travaux agricoles et artisanaux (Cartes et Billards, 1984, musée Bajén-Vega à Monestiés, Tarn, France ; Femme à la gerbe, 1985, musée Bajén-Vega à Monestiés, Tarn, France).

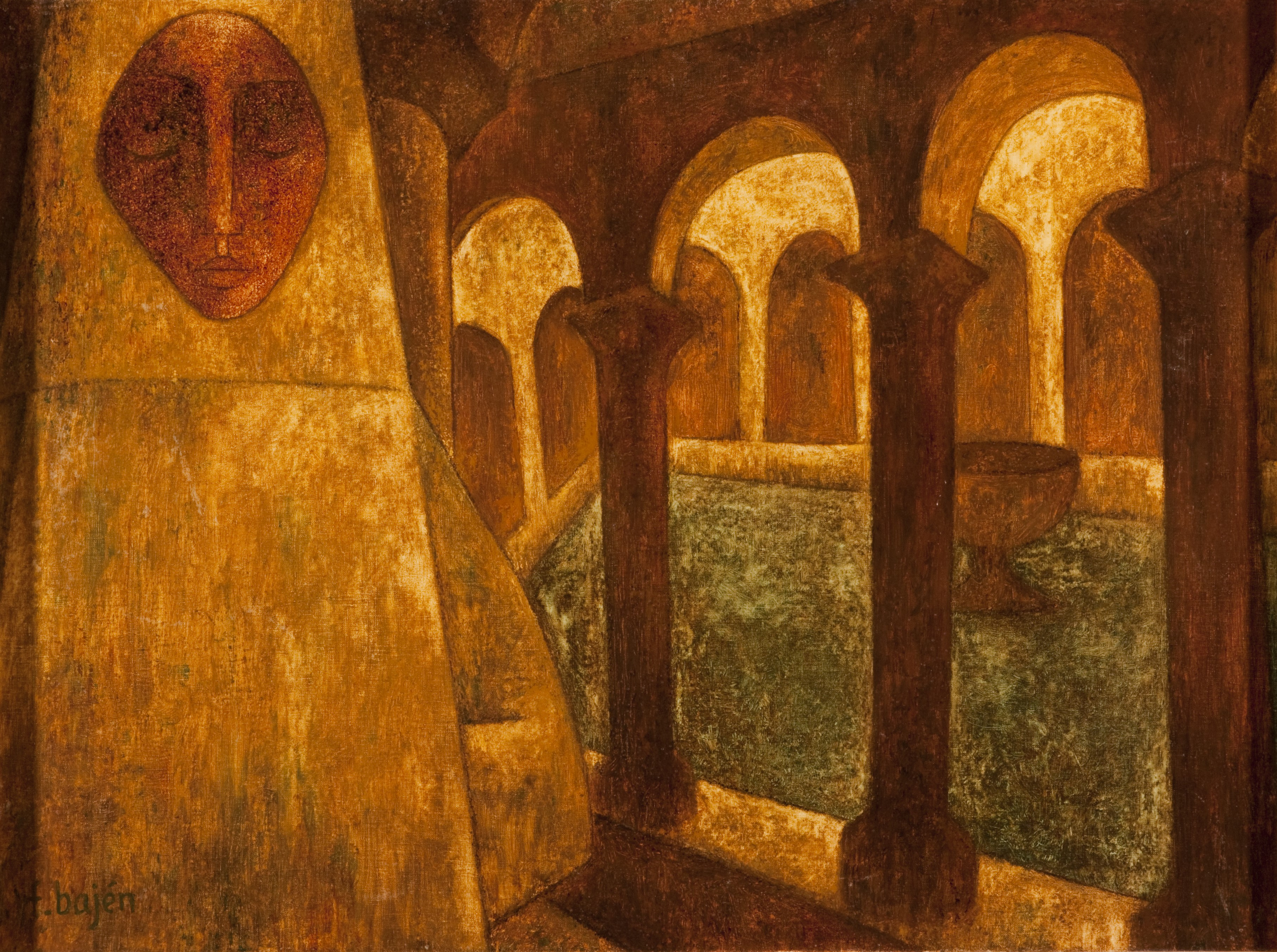
Religieuse au cloître, 1976, musée Bajén-Vega.

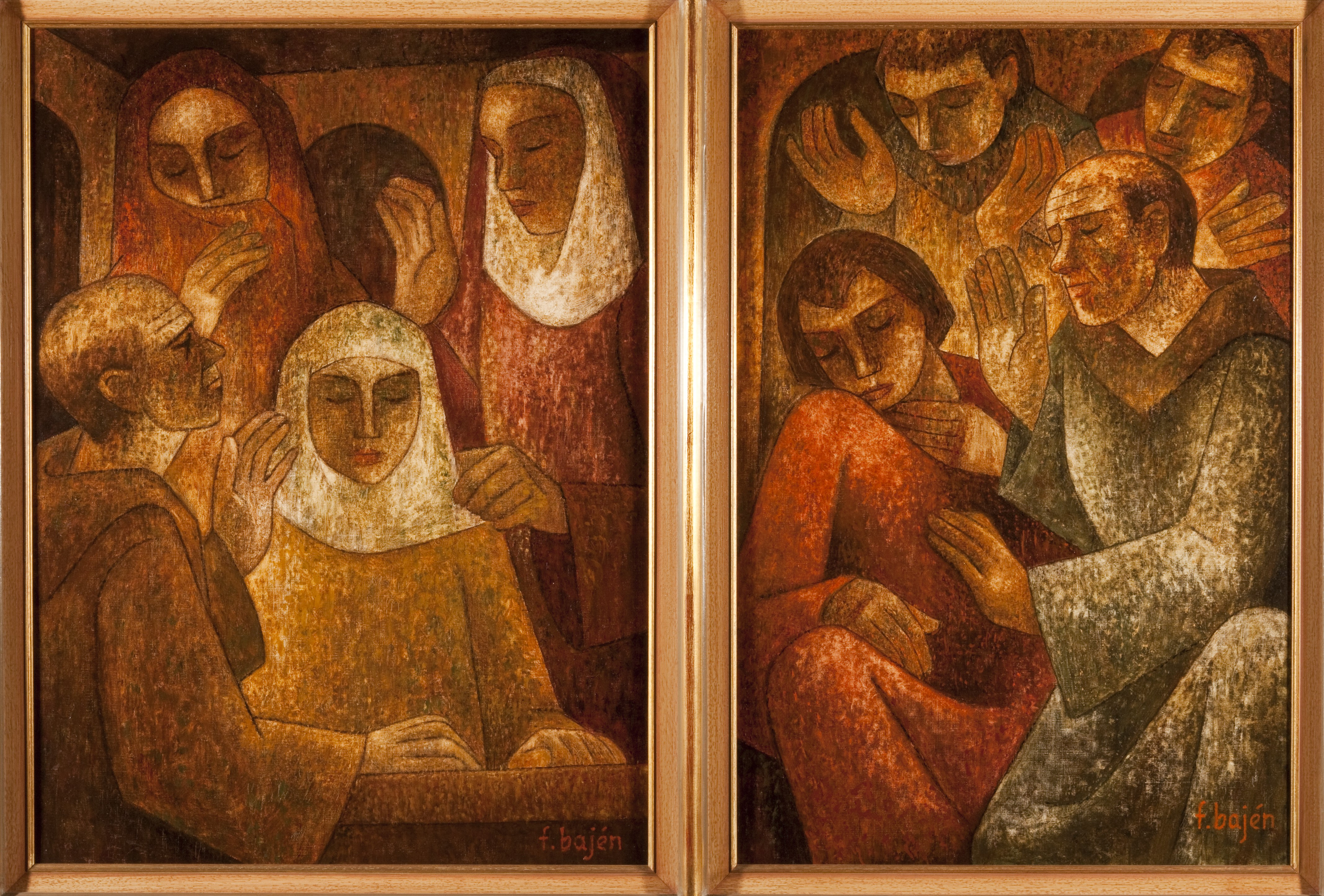
Diptyque Saint-Martin, 1996, musée Bajén-Vega.

L’un de ses sujets de prédilection est celui de la femme. Elle est tour à tour séductrice, sensuelle, mère et femme au foyer. Parfois représentées nues (Nu sur fond bleu, musée Bajén-Vega à Monestiés, Tarn, France), parfois de façon maternelle et parfois en plein travail domestique ou agricole. C’est le cas avec le tableau Lavandière (musée Bajén-Vega à Monestiés, Tarn, France) datant de 1999. Les personnages de Francisco Bajén ont souvent les yeux clos ou mi-clos rappelant les représentations de l’art khmer. Avec ce regard tourné vers l’intériorité, il ne souhaite pas transmettre une émotion particulière, mais évoquer une rêverie, une méditation ou même un vide. 

### Notoriété
Jean Cassou, écrivain et critique d’art, écrit : « Je tiens Bajén pour l’un des meilleurs peintres que l’Espagne en exil a forgés. Il a cette force et cette gravité des accents qui composent la langue plastique de son pays, cet amour du vrai et du noble… »
Il expose dans de nombreuses villes. Dans un premier temps, Pierre Jalby, ami du couple, propose des expositions dans sa galerie et, par la suite, c’est L’association des amis de Francisco Bajén, Martine Vega et André Bonné, créée en 1992, qui les organise.

## Listes des expositions
- 1949-11-20 au 1949-12-04, Galerie Pierre Jalby, Albi, Tarn, France[9].
- 1955-03-12 au 1955-03-27, Galerie Pierre Jalby, Albi, Tarn, France[10].
- 1955-11-26 au 1955-12-06, Galerie Pierre Jalby, Albi, Tarn, France[11].
- 1957-04-05 au 1957-04-20, Galerie Drouet, Paris, Île-de-France, France[12],[13].
- 1958-06-24 au 1958-07-03, IIIe exposition des Artistes espagnols, Palais des Beaux-Arts, Toulouse, Haute-Garonne, France, organisée par la CNTE[14].
- 1959-12-03 au 1959-12-18, Galerie Drouet , Paris, Île-de-France, France[15].
- 1960-03-12 au 1960-03-27, Galerie Pierre Jalby, Albi, Tarn, France[16].
- 1963-10-28 au 1963-11-17, Exposition Artistes espagnols résidant en France, XXVIIIe salon des Artistes occitans, Palais des Arts, Toulouse, Haute-Garonne, France[17].
- 1963-11-15 au 1963-12-30, Exposition Peintures récentes, Galerie Pierre Jalby, Albi, Tarn, France[18].
- 1964-11-06 au 1964-11-30, Galerie Léandro, Genève, Suisse[19],[20].
- 1966-03-01 au 1966-03-19, Galerie Drouant, Paris, Île-de-France, France[21].
- 1966-10-01 au 1966-10-21, Galerie Hamon, Havre, Seine-Maritime, France[22],[23].
- 1967-01-18 au 1967-02-26, Exposition Peintres, témoins de leur temps, musée Galliera, Paris, Île-de-France, France[24].
- 1967-04-15 au 1967-04-23, Exposition Peintures et sculptures, Lycée Lapérouse, Albi, Tarn, France, dans le cadre d’une campagne contre la faim[25].
- 1968-10-18 au 1968-11-04, Exposition des artistes du groupe Signatures, Palais de la Berbie, musée Toulouse-Lautrec, Albi, Tarn, France[26].
- 1969-06-07 au 1969-06-17, Exposition Peintres de l’Albigeois, Galerie Pierre Jalby, Albi, Tarn, France[27].
- 1970-11-06 au 1970-11-23, Galerie Pierre Jalby, Albi, Tarn, France[28].
- 1973-05-03 au 1973-05-19, Galerie Drouant, Paris, Île-de-France, France[29].
- 1974-05-03 au 1974-05-23, Galerie des Arts Contemporains à Monte-Carlo, Monaco, Alpes-Maritimes, France[30].
- 1976-10-05 au 1976-10-23, Galerie Drouant, Paris, Île-de-France, France[31].
- 1979-03-22 au 1979-04-08, Galerie Drouant, Paris, Île-de-France, France[32],[33].
- 1980-11-05 au 1980-11-30, Musée Toulouse-Lautrec, Albi, Tarn, France[34].
- 1980-12-06 au 1981-01-11, Musée Goya, Castres, Tarn, France[35],[36].
- 1981-02-21 au 1981-03-20, Galerie Hamon, Le Havre, Seine-Maritime, France[37].
- 1982-02-02 au 1982-02-27, Exposition Les peintres d’Albi, Galerie Dany Malet, Toulouse, Haute-Garonne, France[38],[39].
- 1985-10-16 au 1985-11-09, Galerie Alma Georges V, Paris, Île-de-France, France[40].
- 1987-12-09 au 1988-01-05, Galerie Koncept, Paris, Île-de-France, France[40].
- 1990-12-13 au 1991-01-05, Salle du syndicat d’initiative de Lisle-sur-Tarn, place Paul Saissac, Lisle-sur-Tarn, Tarn, France[41],[42].
- 1996-04-06 au 1996-04-26, Exposition Verre l’avenir, Collège Jean Jaurès, Albi, Tarn, France[43].
- 1996-07-12 au 1996-08-03, Exposition Reg'Arts, Rabastens, Tarn, France[44].
- 1997-11-06 au 1997-11-15, Exposition L’art présent d’Antonio Alos, Centre culturel de Carmaux, Carmaux, Tarn, France[45],[46].
- 2005-05-06 au 2005-05-29, Exposition Autour de Marie, Musée Bajén-Vega, Monestiés, Tarn, France[47],[48].
- 2006-05-18 au 2006-06-09, Exposition Martine Vega dans les collections privées, Musée Bajén-Vega, Monestiés, Tarn, France[49].
- 2006-11-06 au 2007-01-27, Exposition Artistes espagnols de l’exil républicain, Moulin de l’Albigeois, Albi, Tarn, France[50],[51].
- 2010-01-15 au 2010-04-06, Exposition Toulouse et les artistes espagnols de l’exil, Musée des Jacobins, Toulouse, Haute-Garonne, France[52].
- 2015-02-04 au 2015-02-22, Exposition Hommage à Francisco Bajén, Moulin de l’Albigeois, Albi, Tarn, France, par l’Association des amis de Francisco Bajén et Martine Vega[53].
- 2015-05-05 au 2015-06-27, Exposition Bajén-Vega, Musée Municipal Urbain Cabrol, Villefranche de Rouergue, Aveyron, France[54],[55].
- 2016-03-15 au 2016-04-02, Exposition Bajén, Espace Jules Cavaillès, Maison de la Citoyenneté, Carmaux, Tarn, France[56],[57].
- 2017-02-01 au 2017-02-26, Moulins de l’Albigeois, Albi, Tarn, France[58].
- 2018-08-05 au 2018-08-26, Exposition Des artistes et artisans du pays de Dourgne, Castres, Tarn, France[59].
- 2022-02-17 au 2022-03-06, Hôtel Rochegude, Albi, Tarn, France[60].

Bajén a été sollicité par de nombreuses galeries, notamment parisiennes : la Galerie Drouet où il expose en 1957 et 1959 et la Galerie Drouant dont il est peintre attitré de 1961 à 2003. Son succès prend une dimension internationale à la Galerie Léandro à Genève en Suisse où il expose de 1964 à 1989. Des collections publiques européennes et américaines possèdent plusieurs de ses toiles.

### Autres événements
- Création de l’affiche pour le congrès Marial à Albi du 9 au 13 juin 1954[61],[62].
- Création de la brochure contenant le programme pour la soirée artistique U. F. O. L. E. A. au profit des colonies de vacances, du 15 au 18 avril 1959 au théâtre municipal[63].
- Le jeudi 20 novembre 1980 le lycée Bellevue d’Albi organise une présentation visuelle des œuvres de Bajén.
- Le vendredi 4 juin 1982, dans la salle A.-Jamme au lycée Bellevue à Albi, projection de deux films réalisés en hommage à Francisco Bajén[64],[65].
- Le samedi 11 août 2018, pendant l’exposition de Dourgne, Claude Massé propose une conférence sur Bajén, abordant ses œuvres mais également sa vie de manière générale.

## Prix, diplômes et distinction
- 1961 – premier grand prix des richesses du Tarn, Réalmont, Tarn, France[66].
- 1965 – grand prix des richesses du Tarn, dont les initiateurs sont Jean-Paul Taurine et Alain Catalo, président-fondateur de l'association des "Amis de Dom Robert".
- 1981 – diplôme du mérite décerné par l’académie internationale Léonard de Vinci à Rome, Italie.
- 1995 – peintre de la lumière – grand prix de la biennale internationale du gemmail d’art sacré à Lourdes, Hautes-Pyrénées, France.
- 2000 – grand prix du gemmail à Tours, Indre-et-Loire, France.

### Webographie
- « Francisco Bajén le «peintre du silence»s'est tu, son musée reste », sur ladepeche.fr